# لوبن (اشپریوالد)
شهر لوبن (به آلمانی: Lübben) در ایالت برندنبورگ در کشور آلمان واقع شده‌است.